# San Sebastián Villanueva
San Sebastián Villanueva är en ort i Mexiko.   Den ligger i kommunen Acatzingo och delstaten Puebla, i den sydöstra delen av landet, 150 km öster om huvudstaden Mexico City. San Sebastián Villanueva ligger 2 330 meter över havet och antalet invånare är 6 293.
Terrängen runt San Sebastián Villanueva är kuperad åt nordost, men åt sydväst är den platt. Runt San Sebastián Villanueva är det tätbefolkat, med 397 invånare per kvadratkilometer. Närmaste större samhälle är Acatzingo de Hidalgo, 11,1 km sydväst om San Sebastián Villanueva. Trakten runt San Sebastián Villanueva består till största delen av jordbruksmark.